# Partido Socialista dos Trabalhadores Unificado
Der Partido Socialista dos Trabalhadores Unificado (PSTU, deutsch Vereinigte Sozialistische Arbeiterpartei) ist eine 1993 gegründete linke, trotzkistisch-sozialistische Partei in Brasilien.
Bei der letzten Präsidentschaftswahl in Brasilien 2022 erreichte ihre Präsidentschaftskandidatin Vera Lúcia mit einem Stimmenanteil von 0,02 % den zehnten Platz.

## Geschichte
Nach den Spaltungen innerhalb der Vierten Internationalen hatten sich in Südamerika in den 1960er Jahren linksextreme und auch militante Gruppierungen gebildet. Die Ursprünge der PSTU sind bis hinunter zum Jahr 1972 zu finden. Unter Federführung des Argentiniers Nahuel Moreno war die International Workers League gebildet worden. Diese Form des Trotzkismus und des Morenismus fand auch in Brasilien Anhänger. 1978 hatte sich die Bewegung Movimento Convergência Socialista (CS) gegründet, die später mit dem Partido dos Trabalhadores (PT) und dem Fora Collor konform bei der Amtsenthebung 1992 des Präsidenten Fernando Collor de Mello ging. Aus der Convergência Socialista gingen die späteren Corrente Socialista dos Trabalhadores (CST), eine marxistisch-revolutionäre Organisation, die PSTU und auch der Movimento Esquerda Socialista (MES) hervor.
Bei der vorläufigen Eintragung vom 17. Dezember 1992 beim Tribunal Superior Eleitoral (Oberstes Wahlgericht) nannte sich die Partei Partido Revolucionário dos Trabalhadores (PRT, Revolutionäre Partei der Arbeiter). Am 30. Dezember 1993 wurde sie unter dem heutigen Namen registriert und ab 19. Dezember 1995 offiziell anerkannt. Auf Wahlzetteln trägt sie die Nummer 16. Sie ist unter brasilianischen Verhältnissen eine Kleinstpartei und konnte zunächst nur Koalitionen bilden.

## Wahlerfolge
Bei den Präsidentschaftswahlen 1994 trat sie nicht mit eigenen Kandidaten an, sondern bildete mit PT, PSB, PCdoB, PPS, PV ein Wahlbündnis zur Unterstützung von Lula da Silva, der jedoch Fernando Henrique Cardoso unterlag. 1998 trat zum ersten Mal José Maria de Almeida, genannt Zé Maria, an und erreichte 0,3 % der Wählerstimmen, zuletzt bei den Präsidentschaftswahlen 2014, wo Zé Maria nur noch 0,09 % der Stimmen auf sich vereinigen konnte. Nachdem Zé Maria viermal erfolglos angetreten war, wurde 2018 Vera Lúcia Salgado als Präsidentschaftskandidatin nominiert. Sie trat erneut und erfolglos bei der Präsidentschaftswahl in Brasilien 2022 an.
| Jahr | Präsidentschafts- kandidat     | Vizepräsidentschafts- kandidat | Koalition                        | Stimmen    | %     | Platz |
| ---- | ------------------------------ | ------------------------------ | -------------------------------- | ---------- | ----- | ----- |
| 1994 | Luiz Inácio Lula da Silva (PT) | Aloizio Mercadante (PT)        | PT, PSB, PCdoB, PPS, PV und PSTU | 17.122.127 | 27,04 | 02.   |
| 1998 | José Maria de Almeida (PSTU)   | José Galvão de Lima            | ohne Koalition                   | 00.202.659 | 00,30 | 07.   |
| 2002 | José Maria de Almeida (PSTU)   | Dayse de Oliveira              | ohne Koalition                   | 00.402.236 | 00,47 | 05.   |
| 2006 | Heloísa Helena (PSOL)          | César Benjamin (PSOL)          | PSOL, PSTU und PCB               | 06.575.393 | 06,85 | 03.   |
| 2010 | José Maria de Almeida (PSTU)   | Cláudia Durans                 | ohne Koalition                   | 00.084.609 | 00,08 | 06.   |
| 2014 | José Maria de Almeida (PSTU)   | Cláudia Durans                 | ohne Koalition                   | 00.091.209 | 00,09 | 08.   |
| 2018 | Vera Lúcia Salgado (PSTU)      | Hertz Dias                     | ohne Koalition                   | 00.055.762 | 00,05 | 11.   |
| 2022 | Vera Lúcia Salgado (PSTU)      | Kunã Yporã Tremembé (PSTU)     | ohne Koalition                   | 00.025.623 | 00,02 | 10.   |

Die Partei stellt keinen Senator, Abgeordneten, Gouverneur oder Stadtpräfekten (Bürgermeister), lediglich 11 Stadtverordnete für die Stadtkammern bei den Kommunalwahlen in Brasilien 2016 wurden in wenigen Städten gewählt, überwiegend im Bundesstaat Minas Gerais. Bei den Kommunalwahlen in Brasilien 2020 wurde kein Parteimitglied in ein Amt gewählt.